# حصن ينقل
 حصن ينقل يقع في ولاية ينقل بمنطقة الظاهرة في سلطنة عمان. وهي ولاية ذات طبيعة خلابة تسحر الناظرين.وكانت ولاية ينقل وما تزال محطة انتقال بين منطقتي الظاهرة والباطنة، ويوجد بها نحو 16 برجاً وحصنا تنتشر في مناطقها المختلفة ويرجع تاريخ بنائها إلى مئات السنين.
يبلغ مساحة الحصن:6000 متر مربعاً يعود تاريخ بناؤه إلى مراحل مختلفة. إذ تذكر بعض الروايات أنه شيد قبل الإسلام، لكن يرجح أنه يعود إلى القرن الحادي عشر الهجري.